# 中村慎吾
中村 慎吾（なかむら しんご、1985年3月27日-）は、競技麻雀のプロ雀士。日本プロ麻雀連盟所属。階級は五段。

## 人物
茨城県出身。
茨城県立並木高等学校卒業、日本プロ麻雀連盟所属（団体内での現在の段位は五段）、東京本部27期生。
所属2年目(27歳)で第23期チャンピオンズリーグ優勝と華々しい活躍を見せる。2023年現在はB1リーグに甘んじているものの、未来の鳳凰位に推す声も多く、将来を嘱望されている雀士である。 リーダーシップに優れるという評もあることから、一部では将来の日本プロ麻雀連盟会長候補だという者も存在する。
滑舌が悪いようで、喋りが聞き取りにくいと言われることもある。

## 獲得タイトル
- 第23期チャンピオンズリーグ

## リンク
- 中村慎吾 (@shingo594) - X（旧Twitter）